# Élection sénatoriale partielle de 2017 dans la Vienne
L'élection sénatoriale partielle dans la Vienne a eu lieu le dimanche 17 décembre 2017,. Elle avait pour but d'élire l'un des deux sénateurs représentant le département au Sénat à la suite de la démission de Jean-Pierre Raffarin (LR).

## Contexte départemental
Lors des élections sénatoriales de 2014 dans la Vienne, deux sénateurs UMP ont été élus : Alain Fouché et Jean-Pierre Raffarin.
Jean-Pierre Raffarin choisit de démissionner le 4 octobre 2017.
À la suite de cette démission, une élection sénatoriale partielle a lieu dans le département.

## Sénateur démissionnaire
| Sénateur | Sénateur             | Parti | Fonctions lors de l'élection en 2014 |
| -------- | -------------------- | ----- | ------------------------------------ |
|          | Jean-Pierre Raffarin | LR    | Sénateur sortant                     |

## Présentation des candidats et des suppléants
| T/S | Candidats | Candidats                | Parti | Principale fonction                                                 |
| --- | --------- | ------------------------ | ----- | ------------------------------------------------------------------- |
| T   |           | Gisèle Jean,             | DVG   | Maire de Queaux                                                     |
| S   |           | Laurent Lucaud           | PCF   | Conseiller municipal de Poitiers                                    |
| T   |           | Thierry Perreau          | EELV  | Conseiller régional, conseiller municipal de Loudun                 |
| S   |           | Mad Joubert              | EELV  | Conseillère municipale de Poitiers                                  |
| T   |           | Philippe Brottier,       | PS    | Maire de Fontaine-le-Comte                                          |
| S   |           | Claudette Rigollet       | PS    | Maire de Chalandray                                                 |
| T   |           | Véronique Wuyts-Lepareux | LREM  | Conseillère départementale, adjointe au maire de Mignaloux-Beauvoir |
| S   |           | Vincent Béguier          | LREM  | Maire de Couhé                                                      |
| T   |           | Moïse Lesage             | DVD   | Retraité domicilié dans la Mayenne                                  |
| S   |           | Laurence Nickler         | DVD   |                                                                     |
| T   |           | Yves Bouloux,            | DVD   | Président de la CC Vienne et Gartempe, maire de Montmorillon        |
| S   |           | Lydie Noirault           | DVD   | Conseillère départementale, maire de Joussé                         |
| T   |           | Alain Verdin             | FN    | Conseiller régional, conseiller municipal de Poitiers               |
| S   |           | Sandra Olivier           | FN    |                                                                     |

## Résultats
| Candidats                | Candidats                | Parti                    | Nuance                   | Premier tour | Premier tour |
| Candidats                | Candidats                | Parti                    | Nuance                   | Voix         | %            |
| ------------------------ | ------------------------ | ------------------------ | ------------------------ | ------------ | ------------ |
|                          | Yves Bouloux             | SE                       | DVD                      | 567          | 50,13        |
|                          | Philippe Brottier        | PS                       | DVG                      | 215          | 19,01        |
|                          | Véronique Wuyts-Lepareux | LREM                     | REM                      | 169          | 14,94        |
|                          | Gisèle Jean              | SE                       | DVG                      | 112          | 9,90         |
|                          | Thierry Perreau          | EELV                     | ECO                      | 37           | 3,27         |
|                          | Alain Verdin             | FN                       | FN                       | 20           | 1,77         |
|                          | Moïse Lesage             | SE                       | DVD                      | 11           | 0,97         |
|                          |                          |                          |                          |              |              |
| Suffrages exprimés       | Suffrages exprimés       | Suffrages exprimés       | Suffrages exprimés       | 1 131        | 97,08        |
| Votes blancs             | Votes blancs             | Votes blancs             | Votes blancs             | 22           | 1,89         |
| Votes nuls               | Votes nuls               | Votes nuls               | Votes nuls               | 12           | 1,03         |
| Total                    | Total                    | Total                    | Total                    | 1 165        | 100          |
| Abstention               | Abstention               | Abstention               | Abstention               | 20           | 1,69         |
| Inscrits / participation | Inscrits / participation | Inscrits / participation | Inscrits / participation | 1 185        | 98,31        |